# Anhypotrix
Anhypotrix là một chi bướm đêm thuộc họ Noctuidae.

## Các loài
- Anhypotrix tristis (Barnes & McDunnough, 1910)